# Campanha alemã em Angola
A Campanha de Cubango-Cunene, também chamada de Campanha alemã em Angola foi um dos teatros da Campanha do Sudoeste da África, na Primeira Guerra Mundial.
Antes da declaração oficial de guerra entre a Alemanha e Portugal (março de 1916), as tropas alemãs e portuguesas entraram em confronto várias vezes na fronteira entre o Sudoeste Africano Alemão e a Angola portuguesa. Os alemães venceram a maioria desses confrontos e foram capazes de ocupar a região de Humbe, no sul de Angola, até que o controle português fosse restaurado alguns dias antes da campanha britânica na África do Sul derrotar os alemães.

## História

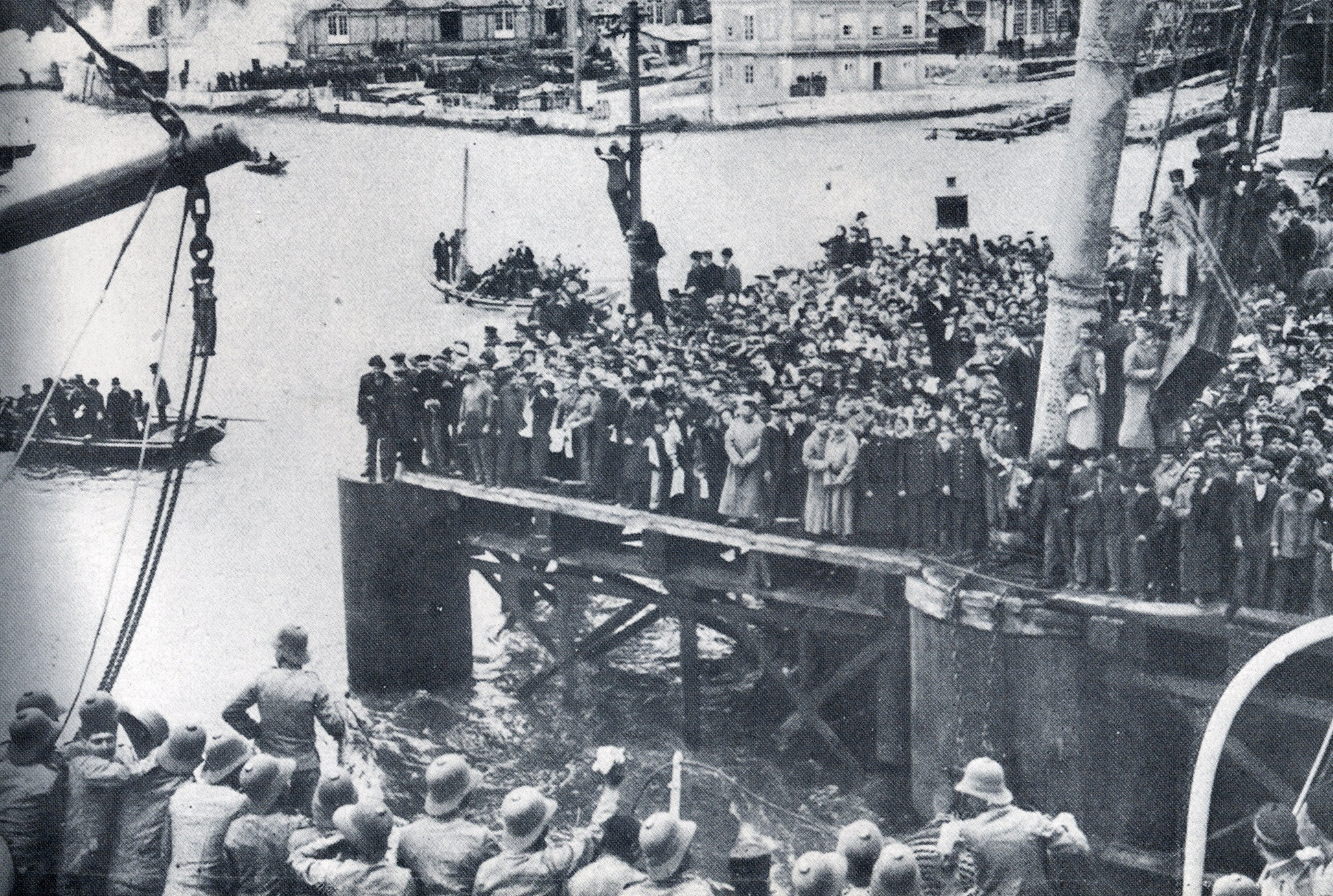
Tropas portuguesas embarcam para Angola

De 1911 a julho de 1914, os impérios alemão e britânico negociaram secretamente o possível desmembramento de Angola portuguesa. Nesse caso, a maior parte da terra ficaria nas mãos dos alemães. Angola-Bund, fundada em 1912, foi a organização alemã que promoveu a aquisição.[carece de fontes?]
Ainda antes do início da Primeira Guerra Mundial (setembro de 1914), o governo português havia enviado reforços para a fronteira sul de Angola. Após o início da guerra, a fronteira entre o Sudoeste Africano Alemão e Angola permaneceu aberta. Os alemães esperavam que eles pudessem fornecer comida e possivelmente até armas através dela. No entanto, o governo colonial português foi bastante hostil e tentou impedir todo o comércio possível. Alguns nacionais alemães em Angola foram internados.[carece de fontes?]

## A campanha
A campanha no sul de Angola teve lugar antes de um estado formal de guerra ter sido declarado entre a Alemanha e Portugal. Os confrontos ocorreram entre outubro de 1914 e julho de 1915; A Alemanha não declarou guerra a Portugal até 9 de março de 1916.[carece de fontes?]
Devido à possibilidade de um ataque do Sudoeste Africano Alemão, as forças portuguesas no sul de Angola foram reforçadas para uma expedição militar liderada pelo tenente-coronel Alves Roçadas, que chegou a Moçâmedes em 1 de outubro de 1914.[carece de fontes?]

### Massacre de Cuangar
Desde meados de 1914, houve vários incidentes entre as tropas portuguesas e alemãs. O primeiro grave foi o incidente de Naulila em 19 de Outubro, no qual 3 oficiais alemães, liderando uma coluna militar que tinha entrado em Angola sem permissão das autoridades portuguesas, foram mortos pelas tropas portuguesas.
A 31 de Outubro, tropas alemãs armadas com metralhadoras lançaram um ataque surpresa contra o pequeno posto avançado português em Cuangar, matando dois oficiais, um sargento, cinco soldados e um civil. O ataque ficou conhecido como o "Massacre do Cuangar".[carece de fontes?]

### Combate de Naulila
Em 18 de Dezembro, ocorreu o maior choque da campanha. Uma força alemã de 2 000 homens sob o comando do major Victor Franke atacou as forças portuguesas posicionadas em Naulila. Após resistência obstinada, os portugueses foram forçados a retirar-se para a região de Humbe, com 69 soldados mortos, entre eles 3 oficiais, 76 feridos, entre eles 1 oficial e 79 prisioneiros, entre eles 3 oficiais, enquanto os alemães tinham 12 soldados mortos e 30 feridos, entre eles 10 oficiais. Após a explosão de um Paiol na base Forte Roçadas, os portugueses também deixaram Humbe, recuando para o norte.[carece de fontes?]
Dois dias depois, as forças alemãs no Sudoeste Africano se renderam, encerrando a Campanha do Sudoeste da África.[carece de fontes?]
Até Setembro de 1915, os portugueses continuaram a lutar no sul de Angola contra povos locais que resistiam à ocupação portuguesa e que em parte tinham recebido armas dos alemães. Após a batalha de Môngua, os portugueses deram a região por pacificada e reocupada.